# پپینو ماتسوتا
پپینو ماتسوتا (ایتالیایی: Peppino Mazzotta؛ زادهٔ ۲۰ مهٔ ۱۹۷۱) بازیگر اهل ایتالیا است.
از جمله آثاری که وی در آنها نقش داشته‌است، می‌توان به برای یک شب عاشقی، حوزه استحفاظی و جنایت‌های غیرحرفه‌ای اشاره کرد.